# Brescia–Cremona-vasútvonal
A Brescia–Cremona-vasútvonal egy 51 km hosszúságú, normál nyomtávolságú, 3000 V egyenárammal villamosított egyvágányú vasútvonal Brescia és Cremona között Olaszországban, Lombardia régióban. Tulajdonosa az RFI, üzemeltetője a Trenord.

## Története
A vasútvonalat 1866 december 15-én nyitották meg.
1984-ben 3000 V egyenárammal és felsővezetékkel villamosították.